# میان‌هابند
در مخابرات، میان‌هابِند به هم پیوندزدن فیزیکی شبکه حامل با تجهیزات یا امکاناتی است که به آن شبکه تعلق ندارند. این اصطلاح ممکن است به ارتباط بین امکانات حامل و تجهیزات متعلق به مشتری آن یا به ارتباط بین دو یا چند حامل اشاره داشته باشد.
در قانون نظارتی ایالات متحده، میان‌هابِند به‌طور خاص (۴۷ سی‌اف‌آر ۵۱٫۵) به عنوان «پیوندزدن دو یا چند شبکه برای تبادل دوطرفه ترافیک» تعریف شده‌است.
یکی از ابزارهای اصلی قانون‌گذارها برای معرفی رقابت در بازارهای مخابراتی، تحمیل الزامات میان‌هابِند به حامل‌های برتر بوده‌است.

### مقررات ایالات متحده
- رده: قانون ارتباطات فدرال ایالات متحده